# Peter Kamnitzer
Peter Kamnitzer (geboren 27. November 1922 in Berlin; gestorben 23. Februar 2016 in Israel) war ein US-amerikanischer Bratschist deutsch-jüdischer Herkunft, Mitglied des LaSalle String Quartets und Hochschullehrer.

## Leben
Peter Kamnitzer, der mit sechs Jahren begann, Geige zu spielen, war als Jugendlicher Mitglied im Orchester des jüdischen Kulturbundes der Freien Hansestadt Danzig. Nach seiner Flucht 1941 vor den Nationalsozialisten aus Deutschland in die USA studierte er von 1941 bis 1944 Bratsche an der Manhattan School of Music, wurde 1944 erster Bratschist und 1945 Bratschist des Streichquartetts des San Antonio Symphonieorchesters. 1947 studierte er Bratsche bei Milton Katims an der Juilliard School of Music und wurde Mitglied des LaSalle Quartetts, dem er als Bratschist zusammen mit Walter Levin (1. Violine), Henry Meyer (2. Violine) und wechselnden Cellisten bis zu dessen Auflösung 1988 angehörte. Zusammen mit ihnen lehrte er zunächst von 1949 bis 1953 am Colorado College in Colorado Springs und dann Violine, Viola (Bratsche), Kammermusik sowie Musikgeschichte von 1953 bis 1988 am College of Music in Cincinnati (ab 1962: University of Cincinnati College-Conservatory of Music Cincinnati), machte ihr Ensemble zu einem der bedeutendsten, einflussreichsten ortsansässigen Streichquartette in den U.S.A. und wurde dann ab 1954 nach ihrer ersten Europatournee auch international berühmt für die Interpretationen und ihr Repertoire, insbesondere der Zweiten Wiener Schule.
Nach 1988 war Peter Kamnitzer Jurymitglied des Borciani Quartet Wettbewerbs in Italien wie anderer bedeutender Musikpreise und lehrte Kammermusik in Österreich und Israel.